# گارشنیتسا

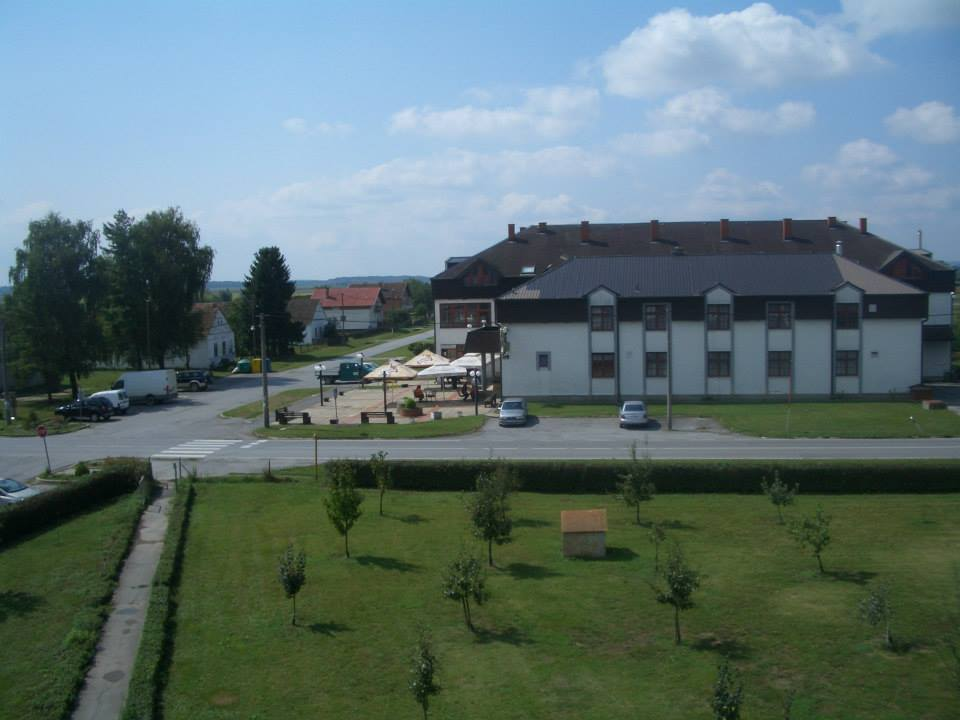
نمایی از شهر گار ِشْنیتْسا در کشور کرواسی - ۲۰۱۳

گار ِشْنیتْسا (به کرواتی: Garešnica) شهری در بیلوار-بیلگرا کشور کرواسی است که جمعیت آن در سال ۲۰۱۱ میلادی ۱۱٬۰۱۵ نفر بوده‌است.